# Lara Della Mea
Lara Della Mea (Trieste, 10 de enero de 1999) es una deportista italiana que compite en esquí alpino. Ganó dos medallas en el Campeonato Mundial de Esquí Alpino, en los años 2019 y 2025, ambas en la prueba de equipo mixto. 

## Palmarés internacional
| Campeonato Mundial | Campeonato Mundial | Campeonato Mundial | Campeonato Mundial |
| Año                | Lugar              | Medalla            | Prueba             |
| ------------------ | ------------------ | ------------------ | ------------------ |
| 2019               | Åre (Suecia)       | Medalla de bronce  | Equipo mixto       |
| 2025               | Saalbach (Austria) | Medalla de oro     | Equipo mixto       |